# 素玄寺
素玄寺(そげんじ)は岐阜県高山市にある曹洞宗の寺院。山号は高隆山。東山景観保存地区の中に位置する。飛騨高山藩主金森氏ゆかりの寺として知られ、金森氏所縁の品を多く所蔵する。飛騨三十三観音霊場4番札所。

## 沿革
高山藩初代藩主金森長近が死去した後、継嗣の金森可重がその菩提を弔うために天翁秀梅を勧請開山として建立した。寺号は金森長近の法名、金龍院殿前兵部尚書法印要仲素玄大居士に因む。

## 文化財
所蔵品として金森長近が用いていた軍扇や采配等のほか、肖像画を有している。
寺内の観音堂にある馬頭観音は飛騨三十三観音霊場の4番札所本尊となっている。また現在の本堂は旧本堂が寛永12年(1635年)に高山城三の丸にあった評議場を移築したもので、高山市の文化財に指定されている。

## 境内
素玄寺庭園は高山市の名勝に指定されている名園である。

## 松倉山観音堂
高山市街地西南にある松倉山にある観音堂は素玄寺が管理しており、8月9日及び8月10日には紙絵馬市が開かれることで著名である。この観音堂の観音像は慈覚大師円仁が彫刻し、佐々木高綱、三木自綱へと渡ったと伝わる。